# Gubbinshole Ditch
Der Gubbinshole Ditch ist ein Wasserlauf in Buckinghamshire, England. Er entsteht aus zwei unbenannten Zuflüssen östlich von Marsh Gibbon und fließt in südlicher Richtung bis zu seiner Mündung in den River Ray.